# Joseph John Tucker
Pour les articles homonymes, voir Tucker.
Joseph John Tucker (1832 - 1914), est un homme d'affaires et homme politique canadien du Nouveau-Brunswick.

## Biographie
Joseph John Tucker naît en 1832 à Chatham, en Angleterre. Il participe à la Guerre de Crimée puis, tout en étant Lieutenant-colonel au 62e bataillon des fusiliers de Saint-Jean, il se présente aux élections fédérales de 1896 et est élu député de la circonscription de la Cité et du comté de Saint-Jean le 23 juin 1896 sous la bannière libérale en battant John Douglas Hazen, futur premier ministre du Nouveau-Brunswick. Il est ensuite réélu en 1900, cette fois face à Alfred Augustus Stockton. Il décède le 23 novembre 1914.